# Kim Tong-in
Kim Tong-in (* 2. Oktober 1900 in Pjöngjang, damaliges Korea, heutiges Nordkorea; † 5. Januar 1951 in Seoul, Südkorea) war ein südkoreanischer Schriftsteller.

## Leben
Kim Tong-in (Künstlernamen: Ch'unsa (kor. 춘사, 春士) und Kim Siŏdim (김시어딤)), ein Pionier des Realismus und Naturalismus in der koreanischen Literatur, wurde am 2. Oktober 1900 in Pjöngjang geboren. Als Sohn eines reichen Landbesitzers besuchte er die Meiji Akademie in Tokio und fing ein Studium an der Kawabata School of Fine Arts an, brach dieses jedoch ab, um sich voll und ganz seiner Karriere als Schriftsteller zu widmen. 1919 gründete er zusammen mit Chu Yo-han (주요한, 朱耀翰), Chŏn Yŏng-t'aek (전영택, 田榮澤), Ch'oe Sŭng-man (최승만, 崔承萬) und Kim Hwan (김환(金煥)) die Zeitschrift Kreativ (창조, Changjo), in der er seine erste Geschichte Der Kummer der Schwachen (약한 자의 슬픔, Yakhan jaui seulpeum) veröffentlichte.
Am bekanntesten ist Kim für seine Kurzgeschichten, die außerordentliches Empfindungsvermögen mit bündigem Prosa-Stil und einer objektiven Perspektive verbinden. Anfangs machte er durch die Veröffentlichung naturalistischer Geschichten wie Meisterhafter Stil (명문, Myeongmun) von 1924, Der alte Wang vom Land (시골 황서방, Sigol Hwangseobang) von 1925 und Kartoffel (감자, Gamja) von 1921 von sich reden. Vor allem Kartoffel, die Geschichte einer Frau, die aufgrund von ökonomischen Schwierigkeiten, Stück für Stück ihren Anstand verliert und zu einer billigen Prostituierten degeneriert, ist bekannt für ihren Realismus und die entschlossene Ablehnung traditioneller Moral und didaktischer Verwendung von Literatur, wie sie Yi Kwang-su mit seiner Aufklärungsbewegung förderte. In einer Zeit, da proletarische Bewegungen und neue Gedanken an der Tagesordnung waren, in einer Zeit, in der Kunst instrumentalisiert wurde, um ideologische Debatten und soziale Veränderungen anzuregen, hielt Kim die Vision von purer Ästhetik und der Autonomie von Literatur als Kunst aufrecht. Diese Ansicht spiegelt sich wider in seinen ästhetischen Romanen Sonata Appassionato (광염소나타, Gwangyeom sonata) und Kwanghwa Tempel (광화사, Gwanghwasa), beide von 1930, welche von verrückten Künstlern handeln, die nach künstlerischer Perfektion streben.
Kim, berüchtigt für seinen extravaganten Lebensstil, den er sich dank seines Erbes leisten konnte, begann 1930 in finanzielle Schwierigkeiten zu geraten, die zu Depression und Drogenmissbrauch führten. Obwohl Kim als Purist bezüglich seiner Kunst galt, war er, um seine Familie zu ernähren, gezwungen, populäre Fortsetzungsromane in Zeitungen zu veröffentlichen, was er zuvor noch zutiefst verachtet hatte. 1934 veröffentlichte er Studien über Ch'unwŏn (춘원 연구, Chunwon yeongu), ein Werk, welches als erste eingehende Studie über Yi Kwang-su (이광수, 李光洙) angesehen wird. 1935 gründete er das monatliche Magazin Yadam (야담).
Kim, verarmt und krank, schloss sich Park Yŏng-hŭi (박영희, 朴英熙), Im Hak-su (임학수, 林學洙) und anderen an, und besuchte 1939 die Mandschurei als Mitglied des Schriftsteller-Corps zum Trost der Nordchinesischen Armee, eine offenkundig pro-japanische Aktivität. 1942 wurde er zum zweiten Mal für Majestätsbeleidigung des japanischen Kaisers inhaftiert. 1946 stand Kim der Pan-Koreanischen Schriftstellervereinigung (전조선문필가협회, eonjoseonmunpilgahyeophoe) kritisch gegenüber, das diese die proletarische Kunst förderte. In den folgenden Jahren veröffentlichte er eine Reihe von Geschichten, die unter anderem scharfe Kritik an Yi Kwang-su und anderen pro-japanischen Aktivisten während der japanischen Kolonialzeit übten. Am 5. Januar 1951 starb er in seinem Zuhause in Seoul.

## Arbeiten (Auswahl)

### Koreanisch

#### Historische Romane
- 젊은 그들 Junge Leute (1930)
- 운현궁의 봄 Der Frühling des Unhyŏng Palastes (1933)
- 왕부의 낙조 Der Untergang der Dynastie (1935)
- 대수양 Prinz Suyang (1941)

#### Sammelbände
- 목숨 Leben (1924)
- 감자 Kartoffel (1935)
- 김동인 단편집 Kurzgeschichten von Kim Tong-in (1939)
- 배회 Umherwandeln (1941)
- 발가락이 닮았다 Die Zehen sind ähnlich (1948)

#### Sonstiges
- 약한 자의 슬픔 Der Kummer der Schwachen (1919)
- 배따라기 Paettaragi (1921)
- 태형 Geißelung (1922)
- 결혼식 Hochzeitsfeier (1931)
- 반역자 Verräter (1946)
- 망국인기(亡國人記) Popularität einer untergegangenen Nation (1947)

### Übersetzungen

#### Englisch
- Potato (감자) in Modern Korean Fiction: An Anthology, Columbia University Press (2005) ISBN 978-0-231-13512-2
- The Rock und The Post Horse in Meetings and Farewells: Modern Korean Stories, St. Martin's Press (1980) ISBN 978-0-312-52855-3
- Loess Valley and Other Korean Short Stories in Modern Korean Short Story Series No 1, Pace Group Int. Inc. (1983) ISBN 0-89209-202-5
- The Seaman's Chant in The Rainy Spell and Other Korean Stories, M E Sharpe Inc (1997) ISBN 978-0-7656-0139-1
- The Photograph and the Letter in A Ready-Made Life: Early Masters of Modern Korean Fiction, University of Hawai'i Press (1998) ISBN 978-0-8248-2071-8

#### Deutsch
- Die Zehen sind ähnlich (발가락이 닮았다) in: Kuh, K.S. (Hg.), Koreanische Literatur, Band II Moderne, Bouvier (1986) ISBN 3-416-01964-4